# 莱藏
莱藏（法語：Lézan，法語發音：[lezɑ̃]）是法国加尔省的一个市镇，位于该省中北部，属于阿莱斯区。

## 地理
莱藏（44°0'47"N, 4°3'2"E）面积9.54 平方千米，位于法国奧克西塔尼大區加尔省，该省份为法国南部沿海省份，南端濒地中海，北起顺时针与阿尔代什省、沃克吕兹省、罗讷河口省、埃罗省、阿韦龙省和洛泽尔省接壤。
与莱藏接壤的市镇（或旧市镇、城区）包括：布瓦塞和戈雅克、卡诺勒和阿让蒂耶尔、卡尔代、马西亚格-阿蒂埃什、里博特-莱塔韦尔讷、圣让德塞尔。

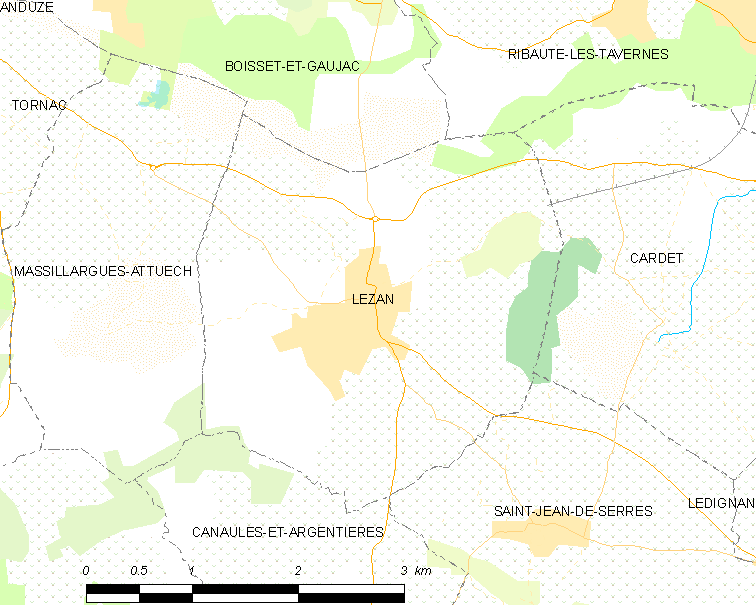
莱藏的OSM定位图

莱藏的时区为UTC+01:00、UTC+02:00（夏令时）。

## 行政
莱藏的邮政编码为30350，INSEE市镇编码为30147。

## 政治
莱藏所属的省级选区为基萨克县。

## 人口

1962-2008年间莱藏人口变化图示

莱藏于2022年1月1日时的人口数量为1580人。